# Мацейовиці (гміна)
Гміна Мацейовиці (пол. Gmina Maciejowice) — місько-сільська гміна у центральній Польщі. Належить до Ґарволінського повіту Мазовецького воєводства.
Станом на 31 грудня 2011 у гміні проживало 7289 осіб.

## Площа
Згідно з даними за 2007 рік площа гміни становила 172.67 км², у тому числі:
- орні землі: 50.00%
- ліси: 37.00%

Таким чином, площа гміни становить 13.44% площі повіту.

## Населення
Станом на 31 грудня 2011:
| Опис     | Загалом | Загалом | Чоловіки | Чоловіки | Жінки | Жінки |
| -------- | ------- | ------- | -------- | -------- | ----- | ----- |
| одиниця  | осіб    | %       | осіб     | %        | осіб  | %     |
| все      | 7289    | 100     | 3765     | 51.65    | 3524  | 48.35 |
| міське   | 0       | 100     | 0        |          | 0     |       |
| сільське | 7289    | 100     | 3765     | 51.65    | 3524  | 48.35 |

## Сусідні гміни
Гміна Мацейовиці межує з такими гмінами: Вільґа, Козеніце, Ласкажев, Маґнушев, Соболев, Стенжиця, Троянув.